# ایچیرو اوگیمورا
ایچیرو اوگیمورا (انگلیسی: Ichiro Ogimura؛ ۲۵ ژوئن ۱۹۳۲ – ۵ دسامبر ۱۹۹۴) یک بازیکن تنیس روی میز اهل ژاپن بود.
وی در مسابقات کشوری و بین‌المللی در مجموع برنده ۲۰ مدال طلا، ۸ مدال نقره، ۴ مدال برنز شده‌است.